# Margarida Alves
Margarida Maria Alves (Alagoa Grande, 5 de agosto de 1933 — Alagoa Grande, 12 de agosto de 1983) foi uma trabalhadora rural e sindicalista brasileira, defensora dos direitos humanos e trabalhistas dos trabalhadores do campo. Foi uma das primeiras mulheres a exercer um cargo de direção sindical no país. Seu nome e sua história de luta inspiraram a Marcha das Margaridas, que foi criada em 2000.
Durante o período em que esteve à frente do sindicato local de sua cidade, foi responsável por mais de cem ações trabalhistas na justiça do trabalho regional, tendo sido a primeira mulher a lutar pelos direitos trabalhistas no estado da Paraíba durante a ditadura militar.
Postumamente, recebeu o Prêmio Pax Christi Internacional em 1988. Todos os anos, na semana que antecede o dia 12 de agosto, na cidade de Alagoa Grande, a população traz à tona a memória da sindicalista, que foi a precursora feminina na Paraíba na defesa dos direitos de trabalhadoras e trabalhadores do campo.

## Militância
Margarida Maria Alves era filha mais nova de uma família de nove irmãos e viveu no Sitio Jacu, zona rural de Alagoa Grande até os 22 anos de idade. Porém, ao serem expulsos da terra por grandes latifundiários, a família de Margarida teve que ir morar na periferia de Paraíba. Sendo assim, ela carregava a questão das terras desde cedo. Margarida nunca conseguiu estudar, foi completar a quarta série do Ensino Fundamental mais velha do que a média de escolaridade comum.
Tornou-se Presidente do Sindicato dos Trabalhadores Rurais de Alagoa Grande, em 1973, aos 40 anos. Foi uma das primeiras mulheres a assumir um cargo de direção sindical no Brasil e uma grande ativista pelos direitos humanos e trabalhistas no país. A militante esteve à frente na luta pelos direitos básicos dos trabalhadores rurais em Alagoa Grande, como carteira de trabalho assinada, 13º salário, jornada de trabalho de oito horas diárias, férias e licença maternidade. Também lutava para que os trabalhadores pudessem cultivar suas próprias terras e pelo direito do fim do trabalho infantil nas lavouras e canaviais, para que essas crianças pudessem estudar. Durante sua gestão sindical, criou um programa de alfabetização de adultos, inspirado na pedagogia de Paulo Freire, voltado aos trabalhadores. Também foi a responsável por mover mais de 100 ações na Justiça do Trabalho  de Alagoa Grande, enfrentanto os interesses de grandes proprietários de terras e usineiros de açúcar - particularmente, os donos da Usina Tanques. No ano de sua morte, em 1983, tramitavam cerca de 72 ações na Justiça do trabalho local, segundo dados do Ministério Público.
Margarida é um dos maiores nomes da luta sindical no Brasil. Foi no seu discurso no Dia do Trabalho, celebrado no dia 1º de maio de 1983, que ela pronunciou  uma das suas frases mais famosas: "Da luta eu não fujo. É melhor morrer na luta do que morrer de fome". Três meses depois, Margarida seria assassinada na porta de sua casa. Mas, ao contrário do que poderiam supor seus assassinos, sua morte  deu maior força de mobilização às organizações de trabalhadores rurais de todo o Brasil e resultou na criação da Marcha das Margaridas, um evento de grande visibilidade, realizado a cada quatro anos, sendo, possivelmente, a mais notável expressão de luta por direitos das trabalhadoras do campo brasileiras.

## Morte
Margarida Maria Alves foi assassinada no dia 12 de agosto de 1983, na época com 50 anos, com um tiro de espingarda calibre 12, no rosto, na frente de sua casa, em Alagoa Grande, Paraíba (PB). A militante já vinha recebendo uma série de ameaças de morte por telefonemas e cartas, mas, foi naquela tarde de agosto que Margarida foi alvejada no rosto ao atender a porta – enquanto seu marido a acompanhava e seu filho de 8 anos brincava na calçada – que as ameaças realmente se concretizaram. Margarida atendeu a porta e o homem perguntou "é a Dona Margarida?", e ela respondeu "sou", segundos antes de levar o tiro. Grandes fazendeiros da região haviam contratado um assassino de aluguel - segundo dados no Ministério Público, no ano de 1983, Margarida estava movendo cerca de 72 processos na Justiça do Trabalho contra fazendeiros e usineiros.
O crime teve grande repercussão nacional e internacional, chegou a ser denunciado à Comissão Interamericana de Direitos Humanos. Dois anos depois de sua morte, o Ministério Público denunciou três pessoas que poderiam estar associadas ao crime: Antônio Carlos Regis, visto como um ponto focal dos fazendeiros da região e os irmãos Amauri e Amaro José do Rego, que teriam sido, de fato, os executores. Em 1988, três anos após a denúncia realizada pelo Ministério Público, Antônio Carlos Regis foi absolvido por falta de provas. Em 1995, o Ministério Público realizou uma nova acusação de outros fazendeiros como mandantes do assassinato: Aguinaldo Veloso Borges, Zito Buarque, Betâneo Carneiro e Edgar Paes de Araújo. Apenas Zito Araújo passou pelo processo, ficou preso durante três meses e, em 2001, foi absolvido. O crime político nunca foi resolvido.
A casa simples em que ela morava foi comprada pela Prefeitura Municipal de Alagoa Grande e virou museu em 26 de agosto de 2001. Na fachada do local está escrito sua frase mais famosa, que virou símbolo da luta sindical no Brasil: “Da luta não fujo. É melhor morrer na luta do que morrer de fome.”  Abaixo de uma das janelas da residência tem uma placa escrito "Aqui foi assassinada em 12-08-1983 a líder sindical Margarida Maria Alves". Dentro do imóvel, em letras garrafais na cor preta, está escrito "Da luta eu não fujo".
Desde 2012, o dia 12 de agosto foi instituído pela Lei nº 12.641, como Dia Nacional dos Direitos Humanos, em referência à data do assassinato de Margarida Alves.

## Marcha das Margaridas
A luta e as ações de Margarida Maria Alves inspiraram a Marcha das Margaridas, manifestação realizada por mulheres trabalhadoras rurais brasileiras desde 2000, que integra a agenda permanente do Movimento Sindical de Trabalhadores e Trabalhadoras Rurais (MSTTR). O movimento propõe visibilidade, reconhecimento social e político e cidadania plena a essas profissionais do cenário rural. Organizada pela Confederação Nacional dos Trabalhadores na Agricultura (Contag), ocorre no dia 12 de agosto (ou em datas próximas) para lembrar a morte de Margarida.

Pautas com reivindicações específicas das mulheres e questões de interesse geral da categoria de trabalhadoras rurais fazem parte do cenário da manifestação. A mobilização, com denúncias e pressão, mas, também, diálogo e negociação política com o governo federal, tem ganhado grande reconhecimento como a maior e mais efetiva ação das mulheres da América Latina.

## Filmografia
- Nos Caminhos de Margarida (Brasil, 2017, 29'), documentário de Barak Fernandes